# Sérgio Jimenez
Sérgio Jimenez (Piedade, São Paulo, Brasil; 15 de mayo de 1984) es un piloto brasileño de automovilismo.

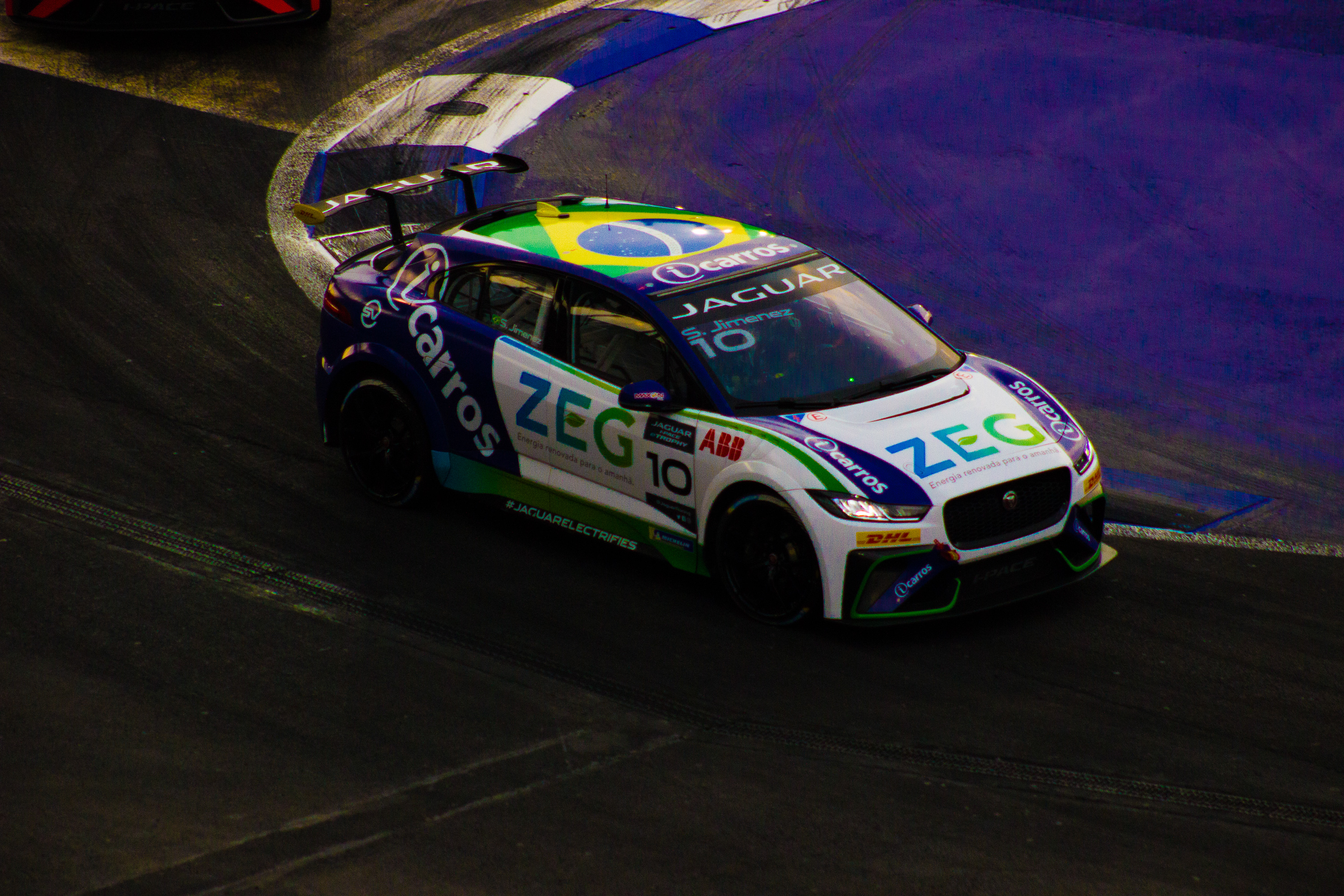
Jimenez en la temporada 2019-20 de Jaguar I-Pace eTrophy.

Comienza su carrera en 1994 en el karting en la categoría júnior menor hasta 1997, en su debut de 1994 se tituló el vicecampeón de la Copa Schincariol; al año siguiente se coronaría campeón de la Copa Lubrax Petrobras. Para 1996 gana los campeonatos brasileños, paulistas y la copa Schincariol. Luego en 1998 asciende a la categoría júnior donde ganaría varios campeonatos hasta 2002 donde consigue el campeonato panamericano de karting, este año debuta en la Fórmula Renault brasileña con el equipo Bassani Racing.
Para 2003 llega a la Fórmula Renault británica corriendo para Manor Motorsport terminando 11º al final del campeonato. En el año 2006 disputa la Fórmula 3 Española para el equipo Racing Engineering obteniendo el quinto lugar del campeonato luego de conquistar una victoria.
Se estrena en GP2 Series para la temporada 2007 con el equipo Racing Engineering compartiendo con el piloto español Javier Villa. Obtuvo un séptimo lugar y un quinto en las dos mangas de la fecha de Montmeló, pero dejó el equipo para la cuarta ronda.
Los siguientes años, Jiménez corrió esporádicamente en distintos campeonatos de turismos y gran turismos en Brasil y Europa. En 2010, resultó quinto y cuarto en las dos mangas del Campeonato Mundial de GT1 en Potrero de los Funes con una Lamborghini Murciélago del equipo Reiter.
En 2011, Jiménez disputó varias fechas del GT Brasil, logrando tres victorias y un segundo lugar junto a Paulo Bonifácio al volante de un Mercedes-Benz SLS AMG de Mattheis. El piloto se convirtió en titular de dicho equipo en 2012. Obtuvo tres victorias y diez podios en 14 carreras junto a Bonifácio, por lo que resultó quinto en el campeonato de pilotos.
Jiménez consiguió una plaza como titular en el equipo Voxx del Stock Car Brasil para la temporada 2013. Al volante de un Peugeot 408, logró un segundo puesto, un cuarto y un sexto, así como siete top 10 en doce carreras. Por tanto, se ubicó noveno en el campeonato. En 2014 logró una victoria, un tercer puesto, dos cuartos y dos quintos en 21 carreras, quedando así séptimo en la clasificación general. Además corrió en Blancpain GT Series Sprint Cup e hizo cuatro podios.
En 2015 repitió su participación en los dos campeonatos mencionados. Logró su última victoria en el Stock Car hasta el momento. Al año siguiente fue subcampeón de Porsche GT3 Cup Brasil
Jimenez participó en la temporada 2018-19 de Jaguar I-Pace eTrophy con el equipo Jaguar Brazil Racing junto a Cacá Bueno. Con tres victorias, fue el campeón inaugural de la categoría, sobre su compañero de equipo que fue subcampeón. En la temporada 2019-20, Jimenez perdió el campeonato por un punto frente a Simon Evans (163 contra 162).
En 2021 será piloto de TCR Sudamericano con un Hyundai Elantra N TCR, con Augusto Farfus como coequipero y copropietario de la Scuderia FJ.

## Resultados

### GP2 Series
(Clave) (negrita indica pole position) (cursiva indica vuelta rápida puntuable)

| Año  | Escudería          | 1   | 1   | 2   | 2   | 3   | 3   | 4   | 4   | 5   | 5   | 6   | 6   | 7   | 7   | 8   | 8   | 9   | 9   | 10  | 10  | 11  | 11  | Pos. | Puntos | Ref.  |
| ---- | ------------------ | --- | --- | --- | --- | --- | --- | --- | --- | --- | --- | --- | --- | --- | --- | --- | --- | --- | --- | --- | --- | --- | --- | ---- | ------ | ----- |
| 2007 | Racing Engineering | SAK | SAK | BAR | BAR | MON | MON | MAG | MAG | SIL | SIL | NÜR | NÜR | BUD | BUD | EST | EST | MNZ | MNZ | SPA | SPA | VAL | VAL | 24.º | 4      | [ 4 ] |
| 2007 | Racing Engineering | 19† | Ret | 7   | 5   | 17† | 17† |     |     |     |     |     |     |     |     |     |     |     |     |     |     |     |     | 24.º | 4      | [ 4 ] |

### TCR South America
| Año  | Equipo      | Auto                  | 1   | 2   | 3   | 4   | 5   | 6   | 7   | 8   | 9   | 10 | 11 | 12 | 13  | 14  | Pos. | Pts. |
| ---- | ----------- | --------------------- | --- | --- | --- | --- | --- | --- | --- | --- | --- | -- | -- | -- | --- | --- | ---- | ---- |
| 2021 |             |                       | INT | INT | CUR | RIV | RIV | EPI | EPI | RCU | RCU | BA | AG | AG | CDU | CDU | 17.º | 44   |
| 2021 | Scuderia CJ | Hyundai Elantra N TCR |     |     | 2   |     |     |     |     |     |     |    |    |    |     |     | 17.º | 44   |